# لیانگ شین پینگ
لیانگ شین پینگ (انگلیسی: Liang Xinping؛ زادهٔ ۳۱ ژوئیهٔ ۱۹۹۴) ورزشکار شنای موزون اهل چین است.
وی در مسابقات کشوری و بین‌المللی در مجموع برندهٔ ۶ مدال طلا، ۹ مدال نقره شده‌است.